# Pic de Montferrat
El Pic de Montferrat és una muntanya de 3.219 m d'altitud, amb una prominència de 48 m, a la cresta de la frontera franco-espanyola al massís de Vignemale (carena dels Pirineus).
És al departament dels Alts Pirineus, entre Cauterets i Gavarnie, districte d'Argelèrs de Gasòst al Parc Nacional dels Pirineus; i al municipi de Torla, a la comarca del Sobrarb, de la província d'Osca. Està vorejat al nord pel glacera d'Ossoue i al sud-est per la petita glacera de Montferrat.